# القضاء في هونغ كونغ

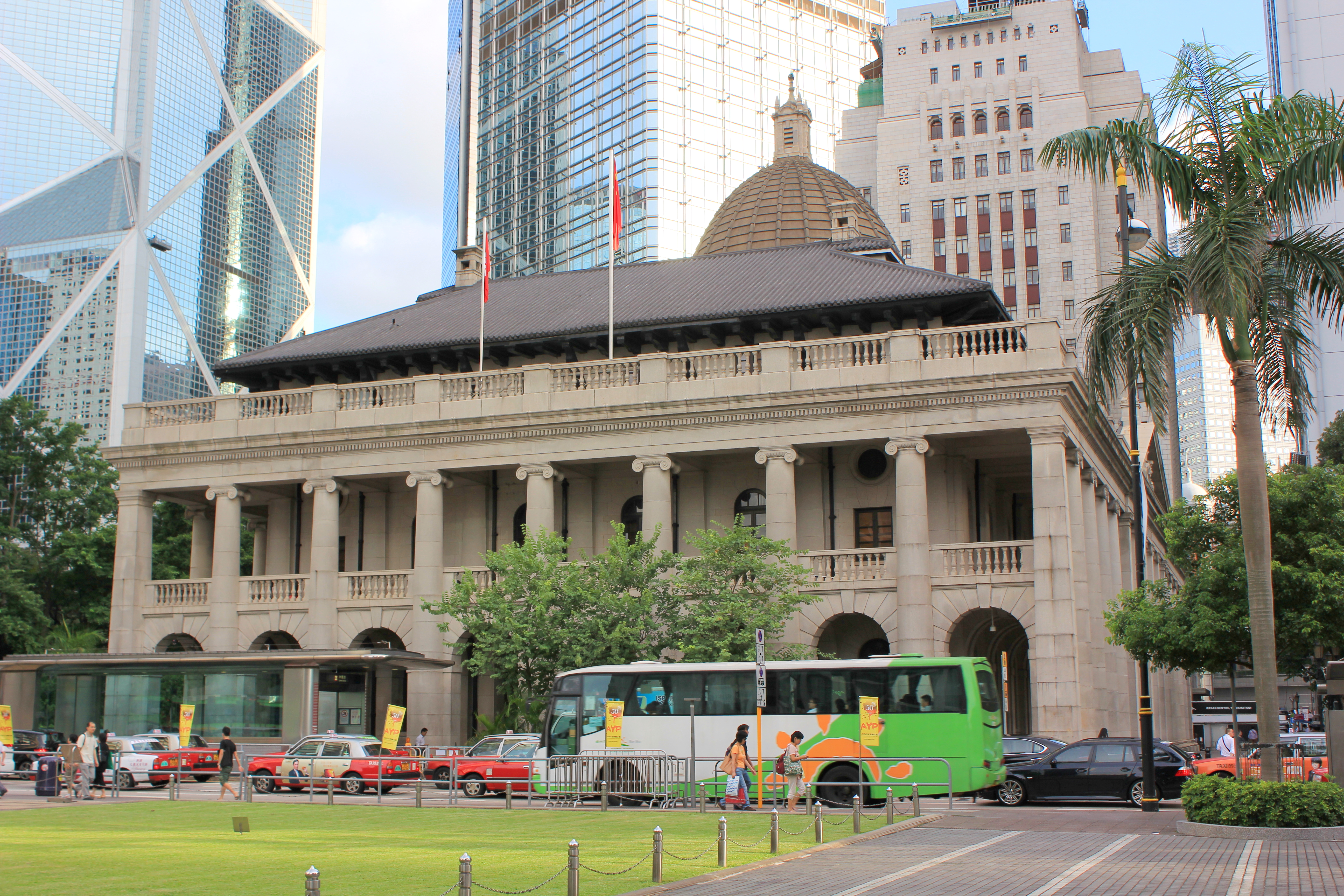
مبنى المجلس التشريعي، الواقع في وسط هونغ كونغ.

القضاء في هونغ كونغ هي السلطة القضائية لمنطقة هونغ كونغ الإدارية الخاصة. وبموجب القانون الأساسي لهونغ كونغ، تعد السلطة القضائية السلطة التنفيذية في الإقليم والمستقلة عن الفرعين التنفيذي والتشريعي للحكومة. وتختص المحاكم في هونغ كونغ بجميع المحاكمات والنزاعات المدنية وتفصل فيها، بما في ذلك جميع المسائل القانونية العامة والخاصة.
من الجوهري لنظام هونغ كونغ القانوني أن يكون أعضاء السلطة القضائية مستقلين عن السلطتين التنفيذية والتشريعية. 
وتتألف محاكم القانون في هونغ كونغ من محكمة الاستئناف النهائية والمحكمة العليا (التي تضم محكمة الاستئناف والمحكمة الابتدائية) ومحكمة المقاطعات ومحاكم الصلح والمحاكم والهيئات القضائية الخاصة التي أحدتها القانون. 
يعد رئيس قضاة محكمة الاستئناف النهائية هو رئيس السلطة القضائية الذي يساعده في مهامه الإدارية المسؤول القضائي. وقد تم وضع نظام محكمة ثنائي اللغة حيث يمكن استخدام اللغة الصينية أو الإنجليزية أو كليهما وفقًا لمقتضيات القانون الأساسي.